# Centre A
Le Centre A (Vancouver International Centre for Contemporary Asian Art) est une galerie d'art à Vancouver. Elle est la seule galerie au Canada consacrée exclusivement à l'art contemporain asiatique.
La galerie est située au Sun Wah Centre au 268, rue Keefer. Au fil des ans, plusieurs artistes contemporains canadiens et internationaux notables, tels que Yoko Ono, Lida Abdul, Abbas Akhavan, Young-Hae Chang Heavy Industries, Hajira Waheed, Ali Kazimi, Lani Maestro, Kyohei Sakaguchi, Jim Wong-Chu et Samson Young y ont été exposés. 

## Histoire
Le Centre A a été fondé en 1999 par Hank Bull (en), Zheng Shengtian et Stephanie Holmquist. Au cours des années, il a accueilli plusieurs conservateurs et directeurs tels Sadira Rodrigues, Alice Ming Wai Jim, Makiko Hara, Haema Sivanesan, Tyler Russel et Henry Heng Lu.
La salle de lecture et la bibliothèque du Centre A ont vu le jour en 1999 grâce aux contributions d'artistes, de chercheurs et de conservateurs locaux à Vancouver et à l'étranger. La salle de lecture abrite également la collection Fraser Finlayson de livres rares sur l'art classique chinois et japonais avec des publications datant de la fin du XIXe siècle.